# Mai Ginge Jensen
Mai Ginge Jensen (født 3. maj 1984) er en dansk elitebowlingspiller, der sammen med sin søster, Anja, har vundet en lang række medaljer i parturneringer, herunder guld ved EM i 2006 og bronze ved EM i 2008. Ved VM i Hongkong i 2011 vandt hun guld i All Event samt bronze i single, double og Masters. Af andre resultater kan nævnes hendes sejr ved European Champions Cup i 2018.
Mai Ginge Jensen spiller i KBK Kammeraterne og begyndte at spille bowling i 1991. I sit civile liv studerer hun odontologi på Aarhus Universitet.